# Third Division 1997-1998
La Football League Third Division 1997-1998, conosciuta anche con il nome di Nationwide Third Division per motivi di sponsorizzazione, è stato il 40º campionato inglese di calcio di quarta divisione, nonché il 6º con la denominazione di Third Division. 
La stagione regolare ha avuto inizio il 9 agosto 1997 e si è conclusa il 2 maggio 1998, mentre i play off si sono svolti tra il 10 ed il 22 maggio 1998. Ad aggiudicarsi la vittoria è stato il Notts County, al secondo titolo di divisione, dopo quello conseguito nel 1970-71. Le altre tre promozioni in Football League Second Division sono state invece ottenute dalla sorprendente matricola Macclesfield Town (2º classificata), dal Lincoln City (3º classificato, che torna nella categoria superiore dopo tredici anni di assenza) e dal Colchester United (vincitore dei play off e promosso per la quinta volta nella terza serie inglese, torneo dal quale il club bianco-blu mancava da diciotto anni).
Capocannoniere del torneo è stato Gary Jones (Notts County) con 28 reti.

## Stagione

### Novità
Al termine della stagione precedente, insieme ai campioni di lega del Wigan Athletic, salirono direttamente in Football League Second Division anche il Fulham (2º classificato) ed il Carlisle United (3º classificato). Mentre il Northampton Town, che giunse al 4º posto, ottenne la promozione attraverso i play-off. L'Hereford United, ultimo classificato, non riuscì invece a mantenere la categoria e retrocesse in Conference League.
Queste cinque squadre furono rimpiazzate dalle quattro retrocesse dalla Football League Second Division: Peterborough United, Shrewsbury Town, Rotherham United e Notts County (quest'ultimo scese dopo ventisette anni nella quarta serie inglese) e dalla neopromossa proveniente dalla Conference League: Macclesfield Town (al debutto in Football League).

### Formula
Le prime tre classificate venivano promosse direttamente in Football League Second Division, insieme alla vincente dei play off a cui partecipavano le squadre giunte dal 4º al 7º posto. Mentre l'ultima classificata retrocedeva in Conference League.

## Squadre partecipanti
| Squadra                | Città                | Stadio                           | Stagione precedente                                      |
| ---------------------- | -------------------- | -------------------------------- | -------------------------------------------------------- |
| Barnet                 | Londra (High Barnet) | Underhill Stadium                | 15º posto in Football League Third Division              |
| Brighton & Hove Albion | Brighton             | Priestfield Stadium (Gillingham) | 23º posto in Football League Third Division              |
| Cambridge United       | Cambridge            | Abbey Stadium                    | 10º posto in Football League Third Division              |
| Cardiff City           | Cardiff              | Ninian Park                      | 7º posto in Football League Third Division               |
| Chester City           | Chester              | Deva Stadium                     | 8º posto in Football League Third Division               |
| Colchester United      | Colchester           | Layer Road                       | 6º posto in Football League Third Division               |
| Darlington             | Darlington           | Feethams Ground                  | 18º posto in Football League Third Division              |
| Doncaster Rovers       | Doncaster            | Belle Vue                        | 19º posto in Football League Third Division              |
| Exeter City            | Exeter               | St James Park                    | 22º posto in Football League Third Division              |
| Hartlepool United      | Hartlepool           | Victoria Park                    | 20º posto in Football League Third Division              |
| Hull City              | Kingston upon Hull   | Boothferry Park                  | 17º posto in Football League Third Division              |
| Leyton Orient          | Londra (Leyton)      | Brisbane Road                    | 16º posto in Football League Third Division              |
| Lincoln City           | Lincoln              | Sincil Bank                      | 9º posto in Football League Third Division               |
| Macclesfield Town      | Macclesfield         | Moss Rose                        | 1º posto in Conference League, promosso                  |
| Mansfield Town         | Mansfield            | Field Mill                       | 11º posto in Football League Third Division              |
| Notts County           | Nottingham           | Meadow Lane                      | 24º posto in Football League Second Division, retrocesso |
| Peterborough United    | Peterborough         | London Road                      | 21º posto in Football League Second Division, retrocesso |
| Rochdale               | Rochdale             | Spotland Stadium                 | 14º posto in Football League Third Division              |
| Rotherham United       | Rotherham            | Millmoor                         | 23º posto in Football League Second Division, retrocesso |
| Scarborough            | Scarborough          | Seamer Road                      | 12º posto in Football League Third Division              |
| Scunthorpe United      | Scunthorpe           | Glanford Park                    | 13º posto in Football League Third Division              |
| Shrewsbury Town        | Shrewsbury           | Gay Meadow                       | 22º posto in Football League Second Division, retrocesso |
| Swansea City           | Swansea              | Vetch Field                      | 5º posto in Football League Third Division               |
| Torquay United         | Torquay              | Plainmoor                        | 21º posto in Football League Third Division              |

## Classifica finale
|  | Pos. | Squadra            | Pt | G  | V  | N  | P  | GF | GS  | DR  |
|  | ---- | ------------------ | -- | -- | -- | -- | -- | -- | --- | --- |
|  | 1    | Notts County       | 99 | 46 | 29 | 12 | 5  | 82 | 43  | +39 |
|  | 2    | Macclesfield Town  | 82 | 46 | 23 | 13 | 10 | 63 | 44  | +19 |
|  | 3    | Lincoln City       | 75 | 46 | 20 | 15 | 11 | 60 | 51  | +9  |
|  | 4    | Colchester Utd     | 74 | 46 | 21 | 11 | 14 | 72 | 60  | +12 |
|  | 5    | Torquay Utd        | 74 | 46 | 21 | 11 | 14 | 68 | 59  | +9  |
|  | 6    | Scarborough        | 72 | 46 | 19 | 15 | 12 | 67 | 58  | +9  |
|  | 7    | Barnet             | 70 | 46 | 19 | 13 | 14 | 61 | 51  | +10 |
|  | 8    | Scunthorpe Utd     | 69 | 46 | 19 | 12 | 15 | 56 | 52  | +4  |
|  | 9    | Rotherham Utd      | 67 | 46 | 16 | 19 | 11 | 67 | 61  | +6  |
|  | 10   | Peterborough Utd   | 67 | 46 | 18 | 13 | 11 | 63 | 51  | +12 |
|  | 11   | Leyton Orient (-3) | 66 | 46 | 19 | 12 | 15 | 62 | 47  | +12 |
|  | 12   | Mansfield Town     | 65 | 46 | 16 | 17 | 13 | 64 | 55  | +9  |
|  | 13   | Shrewsbury Town    | 61 | 46 | 16 | 13 | 17 | 61 | 62  | -1  |
|  | 14   | Chester City       | 61 | 46 | 17 | 10 | 19 | 60 | 61  | -1  |
|  | 15   | Exeter City        | 60 | 46 | 15 | 15 | 16 | 68 | 63  | +5  |
|  | 16   | Cambridge Utd      | 60 | 46 | 14 | 18 | 14 | 63 | 57  | +6  |
|  | 17   | Hartlepool Utd     | 59 | 46 | 12 | 23 | 11 | 61 | 53  | +8  |
|  | 18   | Rochdale           | 58 | 46 | 17 | 7  | 22 | 56 | 55  | +1  |
|  | 19   | Darlington         | 54 | 46 | 14 | 12 | 20 | 56 | 72  | -16 |
|  | 20   | Swansea City       | 50 | 46 | 13 | 11 | 22 | 49 | 62  | -13 |
|  | 21   | Cardiff City       | 50 | 46 | 9  | 23 | 14 | 48 | 52  | -4  |
|  | 22   | Hull City          | 41 | 46 | 11 | 8  | 27 | 56 | 83  | -27 |
|  | 23   | Brighton           | 35 | 46 | 6  | 17 | 23 | 38 | 66  | -28 |
|  | 24   | Doncaster          | 20 | 46 | 4  | 8  | 34 | 30 | 113 | -83 |

Legenda:
      Promosso in Football League Second Division 1998-1999.
  Ammesso ai play-off.
      Retrocesso in Conference League 1998-1999.
Regolamento:
Tre punti a vittoria, uno a pareggio, zero a sconfitta.
In caso di arrivo di due o più squadre a pari punti, la graduatoria verrà stilata secondo i seguenti criteri:
- maggior numero di gol segnati
- differenza reti

Note:

Il Leyton Orient è stato sanzionato con 3 punti di penalizzazione per aver utilizzato tre calciatori squalificati in alcune gare di campionato.

## Spareggi

### Play-off

#### Tabellone
|  | Semifinali | Semifinali     | Semifinali | Semifinali | Semifinali |  |  | Finale         | Finale         | Finale |  |
|  |            |                |            |            |            |  |  |                |                |        |  |
|  | 7          | Barnet         | 1          | 1          | 2          |  |  |                |                |        |  |
|  | 4          | Colchester Utd | 0          | 3          | 3          |  |  | Colchester Utd | Colchester Utd | 1      |  |
|  | 6          | Scarborough    | 1          | 1          | 2          |  |  | Torquay Utd    | Torquay Utd    | 0      |  |
|  | 5          | Torquay Utd    | 3          | 4          | 7          |  |  |                |                |        |  |

#### Semifinali
|                   | Risultati |                   | Luogo e data                |
| ----------------- | --------- | ----------------- | --------------------------- |
| Barnet            | 1-0       | Colchester United | Londra, 10 maggio 1998      |
| Colchester United | 3-1 (dts) | Barnet            | Colchester, 13 maggio 1998  |
|                   |           |                   |                             |
| Scarborough       | 0-0       | Torquay United    | Scarborough, 10 maggio 1998 |
| Torquay United    | 3-0       | Scarborough       | Torquay, 13 maggio 1998     |
|                   |           |                   |                             |

#### Finale
|                   | Risultati |                | Luogo e data                             |
| ----------------- | --------- | -------------- | ---------------------------------------- |
| Colchester United | 1-0       | Torquay United | Londra (Wembley Stadium), 22 maggio 1998 |
|                   |           |                |                                          |